# Брезница (западна)
Брезница је тврђава, удаљена 20 km северно од Краљева. Данас је у рушевинама.